# Pastaza
Pastaza (dříve známá jako Sumatara) je řeka v Ekvádoru a Peru. Vzniká soutokem řek Patate a Chambo blízko stratovulkánu Tungurahua. U města Mera opouští Andy a vtéká do Amazonie. V Peru se vlévá do řeky Marañón. Délka toku je 710 kilometrů.